# Мужун Уей
Мужун Уей (на китайски: 慕容暐; на пинин: Mùróng Wěi) е последният император на Ранна Йен, управлявал от 360 до 370 година.

## Биография
Той е роден през 350 година в семейството на владетеля на Ранна Йен Мужун Дзюн от сиенбейския род Мужун. През 356 година престолонаследникът Мужун Йе умира и през следващата година Мужун Уей е обявен за наследник, въпреки че има и други по-големи братя. Мужун Дзюн умира през 360 година и десетгодишният Мужун Уей наследява трона, като негов регент става чичо му Мужун Къ.
При регентството на Мужун Къ Ранна Йен води успешни войни срещу империята Дзин, като през 365 година е присъединен важният град Луоян. През 367 година Мужун Къ умира и регент става неговия чичо Мужун Пин. През 369 година Дзин предприемат голямо настъпление срещу Ранна Йен и Ранна Цин им оказват помощ, надявайки се да получат в замяна областта на Луоян. След като от Ранна Йен отказват, през следващата година Ранна Цин им нанася решаващо поражение и завладява цялата държава.
Императорът на Ранна Цин Фу Дзиен се отнася добре към рода Мужун, заселвайки много от тях в столицата си Чанан и поверявайки им командни постове в армията. Самият Мужун Уей също получава титла и командването на войскова част и участва във войните на Фу Дзиен срещу Дзин. Това продължава до 384 година, когато много от водачите на Мужун се разбунтуват срещу Фу Дзиен и създават държавите Късна Йен и Западна Йен. По това време Мужун Уей се намира в двора на Фу Дзиен и не може да се присъедини към бунта.
Мужун Уей е екзекутиран през 385 година, обвинен в заговор за убийството на Фу Дзиен, след което са избити и много от останалите в Чанан сиенбей.